# Église Saint-Sulpice de Laval-le-Prieuré
Pour les articles homonymes, voir Église Saint-Sulpice et Saint-Sulpice.
L’église Saint-Sulpice de Laval-le-Prieuré est une église paroissiale, protégée des monuments historiques, située sur la commune de Laval-le-Prieuré dans le département français du Doubs.

## Histoire
Fondée par des chanoines venus de Suisse, une première église prieurale romane est érigée en 1125. L'église actuelle est remaniée au XVIe siècle, sur les vestiges de l'église romane.
L'église Saint-Sulpice est inscrite au titre des monuments historiques depuis le 8 juin 1926

## Rattachement
L'église fait partie de la paroisse du Russey qui est rattachée au diocèse de Besançon.

## Mobilier
L'église possède du mobilier protégé des monuments historiques tous classés à titre objet le 22 janvier 1964 : deux statuettes de Saint Ferréol et Saint Ferjeux datées du XVIe siècle, une croix de procession également du XVIe siècle et une pieta, vierge de pitié du XVIIe siècle.